# La filosofia della libertà
La filosofia della libertà è il più completo scritto filosofico di Rudolf Steiner, nel quale vengono studiate e illustrate le modalità che ha l'uomo di pensare e di conoscere, e di conseguenza acquisire impulsi all'azione, che fanno di lui un essere libero.
Si tratta di considerazioni filosofiche che non contengono «alcun accenno al campo delle esperienze spirituali» presenti in altri suoi libri, ma con cui Steiner si propone di «costruire le fondamenta sulle quali tali risultati possono basarsi».

## Sintesi dell'opera
(R. Steiner, da un quaderno di appunti del 1892)
L'opera, che traduce in forma filosofica la scienza spirituale di Steiner, è divisa in due parti: la prima è di carattere scientifico o gnoseologico, perché verte sulla possibilità dell'uomo di pensare e di conoscere in maniera libera e consapevole; la seconda, di carattere etico, riguarda il modo in cui i motivi dell'agire umano si attuano nell'azione pratica.

### La scienza della libertà

#### L'azione umana cosciente
Steiner inizia rilevando come il tema della libertà, discusso a lungo nella storia della filosofia, abbia visto nell'età moderna il prevalere della tesi deterministica che nega il libero volere dell'uomo: si tratta di una tesi, dominante soprattutto in ambito scientifico e psicologico, risalente in gran parte a Spinoza, il quale sosteneva che l'uomo si crede libero perché non conosce la forza degli impulsi posti a base delle sue azioni. Una simile mentalità, che di fatto equipara l'uomo all'animale, è dovuta, secondo Steiner, al fatto di trascurare la capacità umana di pensare, che lo può rendere cosciente delle cause della sua azione. È questa capacità di pensiero, più che l'assenza di costrizioni, quel che più conta ai fini della libertà: «ciò che importa non è se io possa portare ad effetto una decisione presa, ma il modo come sorge in me la decisione».

#### L'impulso fondamentale alla scienza
Il pensiero ed il bisogno di conoscenza nascono dalla contrapposizione tra io e mondo, o tra soggetto e oggetto: non ci contentiamo di accettare senz'altro l'esistenza di quest'ultimo. Steiner contesta i due principali tentativi filosofici di ristabilire l'unità tra queste polarità: da un lato il dualismo, che rimane incapace di superare la loro contrapposizione, dall'altra il monismo unilaterale, sia quello idealistico, sia materialistico, i quali hanno semplicemente finito per negare ora la materia, ora lo spirito. La soluzione suggerita da Steiner, alla stregua del monismo di Goethe, è di considerare le espressioni della nostra natura soggettiva come una manifestazione della natura stessa. L'errore della scienza materialistica odierna, derivante dall'impostazione kantiana e dall'idealismo critico, è di considerare l'uomo, con i suoi pensieri, come avulso, separato dal mondo in cui è egli inserito.

#### Il pensiero al servizio della comprensione del mondo
Steiner rileva che l'antitesi filosofica tra spirito e materia è da ricondurre alla distinzione fondamentale tra pensiero e percezione, che sono le nostre due fonti del conoscere. La semplice percezione di un oggetto, che di per sé non dice nulla, può essere compresa nei suoi rapporti con altri oggetti solo grazie all'intervento del pensiero; ma per comprendere la natura del pensiero occorre osservare il proprio stesso pensare, perché i nostri concetti vengono legati tra loro in base al loro contenuto, non per effetto dei processi materiali che si svolgono nel cervello, come sostenuto dalla scienza materialista.
(Rudolf Steiner, La filosofia della libertà [1894], trad. it., Milano, Fratelli Bocca Editori, 1946, p. 17)
Le componenti fisiologiche dell'organismo non hanno cioè alcuna influenza sull'attività del pensiero, ma anzi si ritraggono dinanzi ad esso: chi ha la buona volontà di osservare il proprio pensare, infatti, «osserva qualcosa ch'egli stesso produce: non si trova di fronte ad un oggetto a lui estraneo, ma alla sua stessa attività: egli sa come sorge quello che osserva: vede i nessi e i rapporti».
Il fatto che il pensiero, nella storia della filosofia, sia stato poco osservato nella sua vera luce ed importanza, è dovuto, sostiene Steiner, all'impossibilità di osservarlo durante il suo svolgimento, ma solo dopo che si sia svolto. Mentre si pensa si viene infatti assorbiti dal proprio oggetto, così che per osservare il pensare in sé stesso occorre un atto di volontà che ne ripercorra l'andamento. Ma è in questo modo che nel pensare si trova un punto fisso, di natura universale e impersonale, da cui partire per dare un ordine alle percezioni soggettive dei fenomeni del mondo, e poterseli spiegare correttamente.
(Rudolf Steiner, La filosofia della libertà, op. cit., p. 18)

#### Il mondo come percezione
Mentre Hegel poneva il concetto, o l'Idea, come elemento primario, Steiner pone invece all'origine il pensare in atto. L'uomo per lo più non sperimenta il pensare nella sua vitalità, ma solo i concetti pensati, che sorgono secondariamente da questo. Il pensare si trova al di là di soggetto e oggetto, e non va pertanto considerato un'attività soggettiva.
Ma in che modo gli oggetti della percezione sensibile si compenetrano col pensiero? Secondo Steiner, il grande equivoco della filosofia moderna, originato dal dualismo kantiano che ha tratto in inganno la fisiologia e la psicologia scientifica, è ritenere che noi non possiamo conoscere gli oggetti come sono in sé, ma soltanto la rappresentazione che i nostri sensi ne fanno. Si è caduti così in un circolo vizioso: la realtà oggettiva e materiale, che ci appare in forma di suoni, colori, ecc. sembra tale perché subisce l'impronta delle nostre strutture soggettive; ma a sua volta il nostro pensare soggettivo viene spiegato sulla base di processi fisiologici obiettivi.
In altre parole, se le nostre percezioni fossero mere immagini mentali prodotte dai sensi, e ricombinate in una maniera ancora più alterata dal cervello, la percezione del cervello stesso dovrebbe essere una mera immagine mentale prodotta dal cervello!
Anche l'idealismo successivo a Kant, compreso quello di Schopenhauer, basato sull'affermazione che «il mondo è una mia rappresentazione», pur sostenendo di volersi contrapporre al realismo primitivo, ne prende subdolamente a prestito la convinzione che i nostri organi di senso abbiano un'esistenza oggettiva, per poi spogliarli di ogni contenuto reale.

#### La conoscenza del mondo
Dottrine filosofiche come l'idealismo critico di Fichte, o il realismo trascendente di Hartmann, sono dunque incoerenti perché non possono aspirare all'oggettività nel momento in cui giudicano l'oggettività stessa alla stregua di un sogno o d'una chimera. Parzialmente giustificato è invece, secondo Steiner, il realismo primitivo, che per lo meno attribuisce alle percezioni esterne un carattere oggettivo, e non le confonde con le rappresentazioni provenienti dalla nostra interiorità, sebbene poi consideri erroneamente il pensiero come un'astrazione separata dalla realtà:
(R. Steiner, op. cit., p. 28)
La posizione filosofica in cui Steiner si riconosce, ossia il monismo, non si ferma alla singola percezione di un oggetto, scambiandola per la sua totalità, come fa il realismo ingenuo; ma neppure ipotizza una fantomatica cosa in sé nascosta dietro la percezione come fa l'idealismo critico. Esso, piuttosto, unisce le diverse percezioni che avvengono in determinati momenti attraverso il nesso ideale del pensiero, il quale è in grado così di ricomporre l'interezza della realtà.
Non si può dire ad esempio che è l'occhio a produrre soggettivamente i colori, la cui vera natura sarebbe radicalmente diversa da quanto siamo in grado di percepire, bensì che esiste una relazione concettuale, colta dal pensiero, tra l'occhio e i colori. La fisiologia moderna fraintende questo nesso ideale come se fosse un oggetto di percezione materiale, pur non percependolo affatto.
Per via della nostra conformazione spirituale, la realtà in divenire, con le sue trasformazioni, ci è data dapprincipio in forma incompleta attraverso singole percezioni, che generano in noi sentimenti e sensazioni individuali; ma questa stessa realtà si riconnette in unità nel pensiero, in maniera universale, attraverso l'intuizione, così che, dice Steiner, «in quanto pensiamo, siamo l'essere uno e universale che tutto pervade». Il concetto di triangolo, ad esempio, è uno ed universale anche se pensato da molti.
(R. Steiner, op. cit., p. 30)
L'essenza ultima della realtà, conoscibile solo nel pensiero, non può essere identificata ad esempio con la volontà di cui parlava Schopenhauer, perché questa deriva a sua volta da un'autopercezione, che può arrivare alla coscienza solo grazie al pensiero.

#### L'individualità umana
Un pregiudizio duro a morire è quello che scambia le percezioni oggettive per rappresentazioni soggettive. Ma come sorge dunque la rappresentazione di un oggetto, ad esempio di un albero? Steiner rileva che una simile domanda è mal posta, perché parte dal presupposto che i confini del nostro corpo siano pareti separatorie, mentre invece noi e l'albero apparteniamo alla stessa realtà, cioè siamo attraversati dalla medesima corrente del grande divenire cosmico: grazie dunque al pensiero, è possibile collegare la percezione dell'albero con quella del nostro io, che inizialmente vengono percepiti come entità statiche e separate.
Dopo che alla percezione si è aggiunto il concetto, non ha senso ricercare altri principi per la spiegazione della realtà. Non si può uscire dal pensare, come non si può uscire dalla percezione:
(R. Steiner, op. cit., p. 33)
L'uomo è dunque un essere duale: con il pensare egli lega la percezione al concetto, penetrando nel divenire universale del cosmo; quando invece riferisce la percezione alla sua peculiare individualità, egli si ritira entro i confini della propria personalità, dando luogo ai sentimenti, di piacere o dispiacere, che fanno di lui un individuo unico. E la rappresentazione, per Steiner, sta propriamente in mezzo fra percezione e concetto, consiste cioè in un concetto individualizzato; mentre l'esperienza è la somma totale delle rappresentazioni di ognuno.
L'uomo oscilla continuamente tra questi due poli, tra l'unione con l'universo e la particolarità della sua esistenza, ma le vere individualità, per Steiner, sono quelle capaci di dare un'impronta individuale ai principi universali della dimensione ideale, nelle quali cioè, per mezzo del sentimento, «i concetti acquistano vita concreta».

#### Ci sono limiti alla conoscenza?
Per Steiner non ha senso parlare di limiti alla conoscenza, perché la realtà non chiede spiegazioni. Non è il mondo che ci pone le domande, siamo noi che le poniamo a noi stessi, e dunque solo in noi stessi possiamo risolverle. Sebbene possano insorgere casualmente dei limiti alla conoscenza dovuti a circostanze particolari, essi non fanno strutturalmente parte dell'organizzazione umana in generale.
Per il monismo di Steiner, noi afferriamo tramite la percezione solo una parte della realtà, che possiamo però ricondurre ad unità con l'aggiunta, tramite il pensiero, del concetto corrispondente. Il dualismo introdotto da Kant nella scienza odierna, invece, chiamato da Steiner anche "realismo metafisico", trasporta la polarità oggetto/soggetto al di là della percezione, contrapponendo a quest'ultima una realtà impercepibile, che in quanto tale costituisce un limite alla conoscenza.
Il dualismo mescola così, in modo incoerente, idealismo e realismo primitivo: da quest'ultimo, in particolare, prende la convinzione che i concetti ideali siano qualcosa di soggettivo ed astratto, estranei alla vera realtà percepibile con i sensi. Mentre però la coscienza primitiva attribuisce realtà solo alla testimonianza dei sensi, persino ad esempio nella fede religiosa, in cui si avvale esclusivamente di dati rivelati in forma tangibile, il realismo metafisico attribuisce anche all'impercepibile una realtà analoga al percepibile. Facendo uso soprattutto del metodo induttivo, mentre un tempo prediligeva quello deduttivo, trasferisce proprietà del mondo visibile, come moto, forma, o posizione, a forze immaginarie operanti ad esempio a livello atomico.
Il monismo in cui Steiner si riconosce sostituisce a quelle forze impercepibili i nessi ideali ottenuti col pensare, che sono le leggi di natura. Contro il realismo primitivo, il monismo mette in rilievo che il contenuto delle percezioni ha natura transitoria, comprendendone così la vera essenza: questa consiste ad esempio non nella vista di un singolo tulipano, soggetto a mutamento e distruzione, ma nella specie tulipano.
La percezione per Steiner non è solamente quella sensoria, ma anche di natura spirituale. In ogni caso è fuorviante chiedersi come ci apparirebbe la molteplicità delle percezioni se fossimo dotati di sensi diversi da quelli attuali, perché solo l'unità del pensare consente una loro giusta comprensione. Per il monismo non esistono limiti alla conoscenza, che il pensare non sia in grado di superare.

### La realtà della libertà

#### I fattori della vita
Steiner inizia la seconda parte del libro riepilogando la natura del conoscere, che si produce quando alla molteplicità delle singole percezioni, che consistono in un insieme oscuro e sconnesso di dati, vengono aggiunte, tramite il pensare, delle determinazioni di natura ideale che le mettono in rapporto tra di loro.
Il nostro essere vitale tuttavia non si esaurisce nella conoscenza, o nella dimensione conseguente della sapienza, ma vive anche nel sentimento, quando cioè le percezioni vengono considerate anche da un punto di vista soggettivo, anziché puramente oggettivo. In quest'ambito, una peculiare manifestazione della personalità umana è la volontà: mentre nei sentimenti sperimentiamo il modo in cui il mondo si rapporta a noi, nella volontà sperimentiamo il modo in cui ci rapportiamo al mondo.
Il realismo primitivo si raffigura sia i sentimenti che la volontà in modo incompleto, credendo che in essi la realtà gli si presenti in maniera più viva e diretta che nel sapere concettuale. Ma questo avviene solo perché il sentimento, come la percezione, compare cronologicamente prima del pensare. L'errore della filosofia del sentimento, altrimenti nota come misticismo, e così pure della metafisica della volontà (telismo), per Steiner è quello di elevare un sentire individuale a principio universale. Ma «chi si distoglie dal pensare e si volge al puro sentire e volere, perde anche in questi la vera realtà», a differenza di colui che sa sperimentare intuitivamente la vita del pensiero, senza confonderlo con la sua rievocazione postuma, morta ed astratta.

#### L'idea della libertà
Per Steiner, il pensare può essere direttamente contemplato, come un'entità in sé compiuta, «che si sorregge da sé». Esso non deriva da un processo fisiologico del cervello, che anzi viene respinto nella sua attività organica. Quello che i fisiologi riduzionisti scambiano per il pensiero, in realtà non è che la sua controimmagine, come le orme lasciate da chi cammina su un terreno soffice.
Sull'autocoscienza del pensare si fonda la capacità di raffigurarsi obiettivamente la realtà, comprendendo correttamente la natura dei nostri atti volitivi. Questi si basano su due fattori:
- il motivo o lo scopo del volere, cioè un concetto od una rappresentazione, in cui consiste la causa determinante dell'azione;
- la molla spingente presente nell'individuo umano, cioè la disposizione caratteriologica su cui il motivo precedente agisce diversamente da persona a persona.

Dipende infatti dalla disposizione soggettiva se una determinata rappresentazione o un concetto, in base alle sensazioni di piacere o dolore che suscita, possa diventare motivo di azione. Non può essere il piacere in sé a fornire tale motivo, perché ancora non esiste, ma solo la sua rappresentazione.
(R. Steiner, op. cit., p. 46)
Si hanno così vari gradi di sviluppo della vita umana:
- al gradino più basso sono le percezioni che determinano immediatamente la volontà, le cui molle sono fatte di impulsi;
- al secondo gradino le percezioni vengono collegate a sentimenti come pudore, orgoglio, umiltà, ecc., che possono diventare così le molle dell'agire;
- al terzo gradino la nostra disposizione caratteriologica viene ad essere costituita da pensieri e rappresentazioni che fungono da modelli di comportamento di fronte a determinate percezioni o situazioni di vita. A motivo del proprio agire vi può essere allora il comandamento di un'autorità esterna, oppure, in un contesto più evoluto, una massima riconosciuta dalla propria coscienza, quali il raggiungimento del più grande bene collettivo, o il favorire il progresso della civiltà.

Ma «il gradino più alto della vita individuale è il pensare puramente concettuale, senza riguardo a un determinato contenuto percettivo», in cui cioè non si possono più distinguere la molla individuale dallo scopo rappresentato; in tal caso è la ragione pratica ad agire, spinta dal contenuto ideale di un'intuizione.
Soltanto in questo caso la persona agisce liberamente in accordo con la sua individualità, mentre non si può parlare di libertà nelle azioni egoistiche, né in quelle altruistiche compiute obbedendo ad un codice morale preordinato, in quanto nascono come reazione a fatti concreti. Le norme e le leggi della collettività, ad esempio, sono solo modelli rappresentativi di idee morali rispetto a determinate esperienze. E tantomeno, poiché ognuno è libero se segue solo se stesso, neppure gli istinti naturali del suo organismo corporeo, che appartengono alla natura generale degli uomini, possono essere considerati inerenti al suo proprio essere, a differenza di quanto avviene per una pianta.
(R. Steiner, op. cit., p. 51)
Al più alto grado della moralità dunque non si può più parlare di concetti morali generali validi per tutti, perché l'universalità del mondo ideale prende forma in ognuno in maniera differente e individuale. Questa è la concezione che Steiner denomina individualismo etico; essa non prende i motivi dell'agire da un comandamento o una rappresentazione del mondo che gli si presenta davanti, ma è mossa unicamente dall'amore per l'oggetto che vuole realizzare, secondo le proprie intuizioni concettuali.
Il suo principio morale è in assoluta opposizione a quello kantiano che impone di agire come tutti agirebbero, fondandosi inoltre sull'obbedienza forzata a un dovere.
(R. Steiner, op. cit., p. 51)
A chi considera pericolosa una morale che non si adegui agli ordinamenti e alle convenzioni, Steiner fa notare che «le leggi degli stati sono tutte sorte da intuizioni di spiriti liberi, come le altre norme morali oggettive», e che del resto è fuori discussione che sorga uno scontro o un malinteso fra persone che sono moralmente libere.
Al di fuori di quella umana, non vi è per Steiner altra moralità; questa non è qualcosa di soprannaturale, che si attui quando l'uomo segue una forza a lui estranea, ma si compie quando egli segue sé stesso, realizzando la propria natura: «noi siamo veri uomini solo in quanto siamo liberi».

#### Filosofia della libertà e monismo
Il monismo in cui Steiner si riconosce respinge dunque l'assunto che nella moralità dell'uomo si nasconda il finalismo di un'entità impercepibile a lui estranea. Esso ammette che l'uomo possa trovarsi a volte in condizioni di non-libertà, in quanto vive in un mondo di percezioni, e può essere incapace di produrre intuitivamente le proprie idee morali. Steiner riconosce in tal caso come parzialmente giustificato il realismo primitivo, che si fa comunicare da altri, dalla società, o da un essere divino concepito con sembianze percepibili ai sensi, il contenuto concettuale della sua vita morale.
Totalmente ingiustificata è invece la metafisica speculativa, che cerca spiegazione ai fenomeni del mondo al di fuori di esso.
[...] Il monismo dunque, nel campo dell'azione realmente morale, è filosofia della libertà. E perché è anche filosofia della realtà, respinge le limitazioni metafisiche (non reali) dello spirito libero, come riconosce quelle fisiche e storiche (primitivamente reali) dell'uomo ingenuo.»
(R. Steiner, op. cit., p. 54)
Non hanno senso per Steiner le discussioni se l'uomo sia libero oppure no, perché egli in realtà è un essere in evoluzione, che «è chiamato allo spirito libero, come ogni germe di rosa è chiamato a divenire rosa».
(R. Steiner, op. cit., p. 54)

#### Scopo del mondo e scopo della vita
Steiner intende chiarire a questo punto in cosa consista propriamente il concetto di finalismo, troppo spesso frainteso.
Per Steiner si può parlare di finalismo solo nelle azioni umane, quando l'effetto preceda la causa, ovvero l'avvenimento che segue eserciti un'azione determinante su quello che precede. Un tale caso può verificarsi solo quando l'effetto abbia un carattere puramente concettuale: ad esempio l'idea di una macchina, che ancora non esiste, costituisce il fine del suo lavoro di costruzione, che mira a farla diventare un oggetto di percezione.
(R. Steiner, op. cit., p. 57)
Le leggi di natura sono spesso confuse con dei presunti "fini" della natura. Ad esempio non si può dire che «il fiore sia lo scopo della radice, che cioè il primo abbia influenza sulla seconda», ma soltanto che esiste un nesso concettuale tra i due: è questo nesso concettuale, non il fiore, ad agire nella pianta. Esso opera non come fine ma come legge, dall'interno della pianta: non si tratta quindi di un'idea esterna, che debba essere incorporata costruendo una connessione di parti inesistente in natura, come avviene nell'operare umano.
Lo stesso malinteso si produce quando si ragiona di presunti scopi del mondo o della storia dell'uomo, che sarebbero guidati dal Creatore o da entità soprannaturali.
(R. Steiner, op. cit., p. 56)

#### La fantasia morale
Il modo di agire di uno spirito non libero si regola in base alla sua esperienza passata, ricevendo in forma di concetto generale le leggi che vietano certe azioni, e basandosi su esempi concreti per quelle che prescrivono cosa fare in positivo. Ma lo spirito libero prende da sé le idee morali da tradurre creativamente in rappresentazioni tangibili, in virtù di una propria facoltà chiamata da Steiner «fantasia morale». E la capacità di destreggiarsi nel mondo delle percezioni per trasformarlo nella direzione voluta è detta «tecnica morale», che si acquisisce con la conoscenza dell'oggetto su cui si interviene, e delle leggi di natura in genere.
Mentre però nella conoscenza, di cui Steiner ha trattato nella prima parte del libro, la percezione di un oggetto viene semplicemente collegata al concetto corrispondente, al quale esso si trova già unito oggettivamente, sul piano della soggettività l'uomo può ricomporre la dualità percezione / concetto solo con la propria attività morale, costruendo il concetto di sé stesso quale spirito libero a cui unire la percezione "uomo".
Steiner rileva che nella vita morale non si può parlare di leggi in analogia a quelle naturali della specie: in quanto individuo, infatti, ogni uomo ha delle leggi sue proprie. Solo perché abbiamo ricevuto dai nostri antenati dei codici di comportamento, tramandati per eredità, si cade nell'errore che questi siano affini alle leggi naturali dell'organismo.
Steiner non vede contraddizione, ma anzi una perfetta concordanza, tra l'individualismo etico da lui sostenuto e la teoria dell'evoluzione: come le forme organiche più recenti si sono evolute da quelle più antiche, così la libera attività morale dell'uomo va considerata come la naturale continuazione delle funzioni organiche della specie; non avrebbe senso altrimenti postulare un "salto" soprannaturale dalla scimmia all'uomo. Ma d'altra parte, come non si può trarre il concetto dei rettili da quello dei protoamnioti, così ogni uomo può essere compreso solo partendo dal singolo uomo; né le idee morali più recenti si possono dedurre, o tantomeno giudicare, da quelle precedenti.
La caratteristica dell'uomo in quanto tale è dunque la libertà, la quale non è tanto la semplice assenza di costrizioni esterne, ma la capacità di determinare da sé, con la fantasia morale, i motivi del proprio agire.
(R. Steiner, op. cit., p. 61)

#### Il valore della vita
Le discussioni sugli scopi trascendenti della vita si sono spesso intrecciate, nella storia della filosofia, con quelle sulla presunta bontà o malvagità di essa. Ad una visione ottimistica, propria ad esempio di Leibniz, che considera Dio il creatore del migliore dei mondi possibili, per cui l'etica umana avrebbe solo da conformarsi ai suoi progetti, si contrappone il pessimismo di Schopenhauer e di Hartmann. Steiner intende mostrare l'infondatezza delle loro convinzioni, dovute al pregiudizio metafisico di postulare delle entità astratte preposte al governo del mondo, che impedisce di valutare oggettivamente l'uomo nella sua libertà.
A Schopenhauer, che vede l'uomo sottomesso ad una volontà cieca, la cui essenza è un incessante desiderare e spasimare per una soddisfazione impossibile da raggiungere appieno, Steiner fa notare che non si può attribuire alle aspirazioni la sorgente del dolore, e che anzi esse procurano la gioia della speranza di un appagamento, una gioia «compagna del lavoro, i cui frutti non si raccolgono che in avvenire». E se anche questi frutti non si raccogliessero, resta la consapevolezza, lenitiva del dispiacere, di aver fatto «la propria parte».
Ad Hartmann, che fonda la sua etica sull'estirpazione di ogni aspirazione al piacere, da lui considerato illusorio in confronto ai dispiaceri, cosicché gli uomini si convincano a prendere su di sé il loro carico di dolore per redimere la sofferenza stessa di Dio, Steiner contrappone l'etica della libertà fondata sulla soddisfazione derivante dalla realizzazione dei desideri dell'uomo e dall'esaudimento dei suoi ideali morali: questi procurano tanto più piacere, quanto più spinosa è stata la via per perseguirli. Il piacere per Steiner va commisurato non con la quantità del dispiacere incontrato, ma con la forza e l'intensità del nostro desiderio.
Il conseguimento di un obiettivo ha valore per Steiner in quanto «è stato voluto». L'etica del dovere valuta l'uomo in base al rapporto fra quanto il dovere pretende, e ciò che egli compie; ma in questo modo essa lo misura «con un metro che è al di fuori del suo essere». Ogni singolo uomo non si può spiegare con criteri morali a lui trascendenti, né tantomeno con le leggi della specie, ma solo a partire da sé stesso.

#### Individuo e specie
Quanto più una libera individualità si emancipa dalle caratteristiche della specie, così come della sua etnia, religione, nazione, famiglia, o genere sessuale di appartenenza, tanto più occorre emancipare la conoscenza da quelle stesse caratteristiche per poterla comprendere veramente; altrimenti cercheremmo «invano nelle leggi della specie la ragione dell'espressione del suo essere».
Steiner rileva anche che uno degli ostacoli alla comprensione dell'individuo, basati sulla sua presunta conformità alla specie, emerge spesso nei giudizi sulla donna:
(R. Steiner, op. cit., p. 70)

### Le ultime questioni
Steiner conclude illustrando cosa comporta l'accettazione del monismo: esso non ricerca la spiegazione del mondo al di fuori dei principi che stanno dentro di esso, perché non ha senso separare dall'«al di qua» un al di là solo logicamente dedotto, che sfugge all'esperienza. L'osservazione della realtà, unita al contenuto del pensare intuitivo, è tutto ciò che occorre per afferrare la vita in Dio.
Nelle appendici alla seconda edizione dell'opera uscita nel 1918, dopo aver risposto ad alcune obiezioni di Hartmann che a suo avviso hanno frainteso il senso di alcune sue affermazioni, Steiner dichiara che l'uomo di oggi non si contenta più di credere: egli vuole conoscere. Chi è tormentato dai dubbi si trova paralizzato nel suo agire, mentre solo la verità può dargli quella sicurezza di cui ha bisogno.
(R. Steiner, op. cit., p. 81)

## Edizioni
- Rudolf Steiner, La filosofia della libertà (1894), trad. it. di Ugo Tommasini alla terza edizione (1946), Milano, Fratelli Bocca Editori, 1997.